# Breedbekbaars
De breedbekbaars (Sander vitreus, voorheen Stizostedion vitreum) staat ook te boek als groene baars, meerbaars, mosbaars of Amerikaanse snoekbaars. De soort komt verspreid voor in zowat het gehele Amerikaanse continent. De vis heeft voor hengelaars vangst- en voedingswaarde. Het gewicht van een volwassen breedbekbaars bedraagt ongeveer 11 kilo.
1. ↑  (en) Breedbekbaars op de IUCN Red List of Threatened Species.